# Satellietconstellatie

GPS-satellietconstellatie

Een satellietconstellatie bestaat uit een groep satellieten die samenwerken als een systeem. In veel gevallen wordt een satellietconstellatie gebruikt voor het aanbieden van een dienst met wereldwijde dekking voor navigatie, communicatie of observatie. In tegenstelling tot een enkele satelliet kan een constellatie een permanente wereldwijde of bijna wereldwijde dekking bieden zodat op elk moment overal op aarde ten minste contact met één satelliet kan worden gemaakt.

## Kenmerken
Satellieten in een Medium Earth Orbit (MEO) en Low Earth Orbit (LEO) baan rond de aarde worden vaak ingezet in satellietconstellaties omdat de dekking van een enkele satelliet slechts een klein gebied beslaat terwijl de satelliet reist met de hoge hoeksnelheid die nodig is voor handhaving van de baan om de aarde. Er zijn veel MEO- of LEO-satellieten nodig om een continue dekking over een gebied te behouden. Dit in tegenstelling tot geostationaire satellieten waar een enkele satelliet op een veel grotere hoogte en met dezelfde hoeksnelheid als de rotatie van het aardoppervlak een permanente dekking biedt over een groot gebied.
Voor sommige toepassingen, met name digitale connectiviteit, biedt de lagere hoogte van MEO- en LEO-satellietconstellaties voordelen ten opzichte van een geostationaire satelliet met lagere padverliezen (minder stroomvereisten) en latentie. De vertraging bij een internetprotocol transmissie is via een geostationaire satelliet groter (in milliseconden) dan een MEO- of LEO-systeem.
Voorbeelden van satellietconstellaties zijn het Global Positioning System (GPS), Galileo en GLONASS-constellaties voor navigatie en geodesie in MEO, de Iridium- en Globalstar- telefoniediensten in LEO en satellietbreedbandconstellaties voor Internet via satelliet zoals Starlink en OneWeb in LEO en O3b in MEO.

## Andere varianten
- clusters van satellieten, dit zijn groepen satellieten die zeer dicht bij elkaar in bijna identieke banen bewegen.
- serie van satellieten of satellietprogramma's (zoals Landsat), dit zijn generaties van satellieten die achter elkaar worden gelanceerd;
- vloten van satellieten, dit zijn groepen satellieten van dezelfde fabrikant of exploitant die onafhankelijk van elkaar functioneren (niet als een systeem).

## Satellietconstellaties

### Navigatie
Satellietnavigatie is een vorm van radionavigatie waarbij gebruik wordt gemaakt van satellieten.

### Communicatie
Een communicatiesatelliet is een kunstmaan die voor telecommunicatie. Signalen worden verzonden via zendantennes op aarde. Deze worden in de satelliet versterkt en vervolgens teruggezonden naar de aarde.

### Aardobservatie
Een observatiesatelliet is een kunstmaan die onder andere gebruikt wordt in de cartografie waarbij onder andere gebruik wordt gemaakt van camera's.